# Langanes

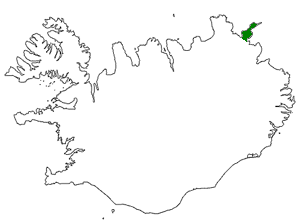
La península de Langanes (en verde, arriba a la derecha) en el mapa de Islandia.

Langanes (en islandés, 'pico largo') es una península en el noreste de Islandia, bañada por el océano Ártico. Se encuentra en el extremo nororiental de la región de Norðurland Eystra.

## Geografía
Mide 40 kilómetros de suroeste a noreste, y termina en una estrecha franja de tierra llamada Fontur. Está delimitada por Þistilfjörður al noroeste, que la separa de la península de Melrakkaslétta, y de Bakkaflói al sureste.
El terreno alcanza elevaciones de 200 a 400 metros en el interior. El punto más alto es Gunnólfsvíkurfjall en el sureste de la península.

## Administración
Forma parte del municipio Langanesbyggð y del condado histórico de Norður-Þingeyjarsýsla. Prácticamente la totalidad de la población vive en la aldea de Þórshöfn en la costa noroeste, que cuenta con un pequeño aeropuerto. Sauðanes, justo al norte de Þórshöfn, tiene una antigua iglesia que ha sido convertida en un museo. 
El pueblo pesquero de Skalar, en la costa sureste, cerca de la punta de la península, tenía una población de más de un centenar en el siglo XX, pero fue abandonado en 1946. Otros asentamientos abandonados son Heiðarhöfn, Læknistaðir, Skoruvík, Fagranes y Saurbær. Una estación de radar de la OTAN funcionó entre 1954 y 1968, durante la Guerra Fría.